# Турлаки
Турлаки — деревня в Голышмановском городском округе Тюменской области. Входит в состав Среднечирковского сельского поселения.

## География
Деревня находится на берегу реки Емец.

## Население
| 2010 |
| ---- |
| 91   |

## Инфраструктура
- ФАП